# Estació d'Andorra-L'Ospitalet
Andorra-L'Ospitalet és una estació de ferrocarril situada a la comuna de l'Ospitalet de la regió d'Occitània, al departament de l'Arieja, de la línia Tolosa (Portet-Saint Simon) a Puigcerdà. A l'estació hi paren trens regionals i trens de nit de la SNCF. L'estació és la més propera al principat d'Andorra on línies d'autobusos enllacen el país pirinenc amb l'estació pel Pimorent i el Pas de la Casa.
L'estació es troba a prop de la boca nord del túnel ferroviari del Pimorent que l'enllaça amb l'Alta Cerdanya i va ser inaugurada el 22 de juliol de 1929 amb l'obertura de la darrera secció del Transpirinenc entre Acs i La Tor de Querol.

## Serveis ferroviaris
| Procedència/Destinació | <      | Línia     | >              | Procedència/Destinació |
| ---------------------- | ------ | --------- | -------------- | ---------------------- |
| TER d'Occitània        |        |           |                |                        |
| Tolosa-Matabiau        | Merens |           | Portè-Pimorent | La Tor de Querol       |
| Tren de nit            |        |           |                |                        |
| París-Austerlitz       | Merens | Intercité | Portè-Pimorent | La Tor de Querol       |